# Ghana aux Jeux olympiques d'hiver de 2018
Le Ghana participe aux Jeux olympiques d'hiver de 2018 à Pyeongchang en Corée du Sud du 9 au 25 février 2018. Il s'agit de sa deuxième participation à des Jeux d'hiver.

## Délégation
Le tableau suivant montre le nombre d'athlètes ghanéens dans chaque discipline :
| Sport    | Hommes | Femmes | Total |
| -------- | ------ | ------ | ----- |
| Skeleton | 1      | 0      | 1     |
| Total    | 1      | 0      | 1     |